# Войцеховский, Николай Калистратович
Николай Калистратович Войцеховский — советский военный и государственный деятель, полковник.

## Биография
Родился в 1917 году в Петрограде. Член КПСС.
В 1932 году зачислен студентом в горный институт. В 1937 году был репрессирован отец, поэтому Николаю Войтеховскому пришлось оставить учёбу. Восстановлен в институте в 1939 году. Окончил Ленинградский горный институт в 1940 году.
До войны — заместитель главного инженера шахты № 1 в городе Ухте Коми АССР.
С октября 1941 года — в тылу врага, в июне—августе 1942 года — начальник штаба Богушевской партизанской бригады, с марта 1943 года — командир отряда, в ноябре 1943 — августе 1944 г. — партизанской бригады имени Кастуся Калиновского
Представлялся к званию Героя Советского Союза
После войны — помощник секретаря ЦК КП(б) Белоруссии, заместитель начальника «Газсланцстроя», главный инженер геолого-разведывательного управления, начальник управления угольных шахт Норильского горнометаллургического комбината
Постановлением Госсовета ПНР от 17.01.1964 за номером 0/27 был удостоен Серебряного Креста ордена Virtuti Militari.
Умер в 1978 году в Москве.

## Награды
- Орден Красного Знамени (дважды)
- Орден Отечественной войны I степени (дважды)
- Орден Красной Звезды (дважды)
- Орден Virtuti Militari 5 степени